# Discodiaspis numidica
Discodiaspis numidica är en insektsart som först beskrevs av Alfred Serge Balachowsky 1949.  Discodiaspis numidica ingår i släktet Discodiaspis och familjen pansarsköldlöss. Inga underarter finns listade i Catalogue of Life.